# Metepeira tarapaca
Metepeira tarapaca är en spindelart som beskrevs av Piel 200. Metepeira tarapaca ingår i släktet Metepeira och familjen hjulspindlar. Inga underarter finns listade i Catalogue of Life.